# Elly Schlein
Elena Ethel Schlein (n. 4 mai 1985, Lugano, Cantonul Ticino, Elveția) este o politiciană italiană.
Din 2014 până în 2019 ea a fost membru al Parlamentului European. În 2023, a fost aleasă președintă a Partidului Democrat.